# ライク・ラースロー

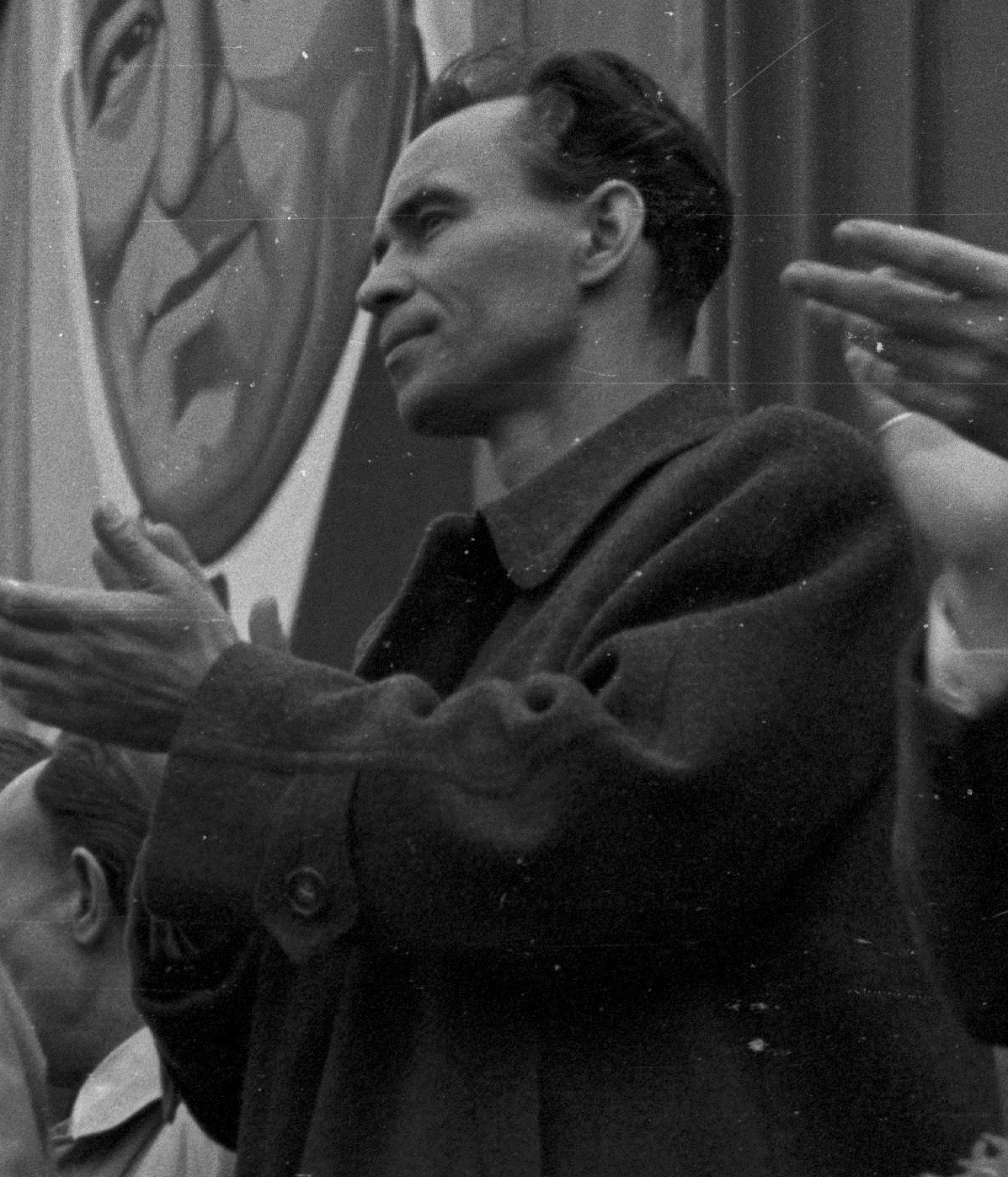
ライク・ラースロー（1947年撮影）

ライク・ラースロー（ハンガリー語: Rajk László, 1909年5月8日 - 1949年10月15日）はハンガリーの共産党員、政治家、内務大臣。共産党の権力強化に重要な役割を果たしたが、共産党内の権力闘争の他に、国内を基盤にした共産党員ゆえスターリンを背景にしたラーコシに反対したために、結局はラーコシの見せしめ裁判の犠牲者となった。

## 背景

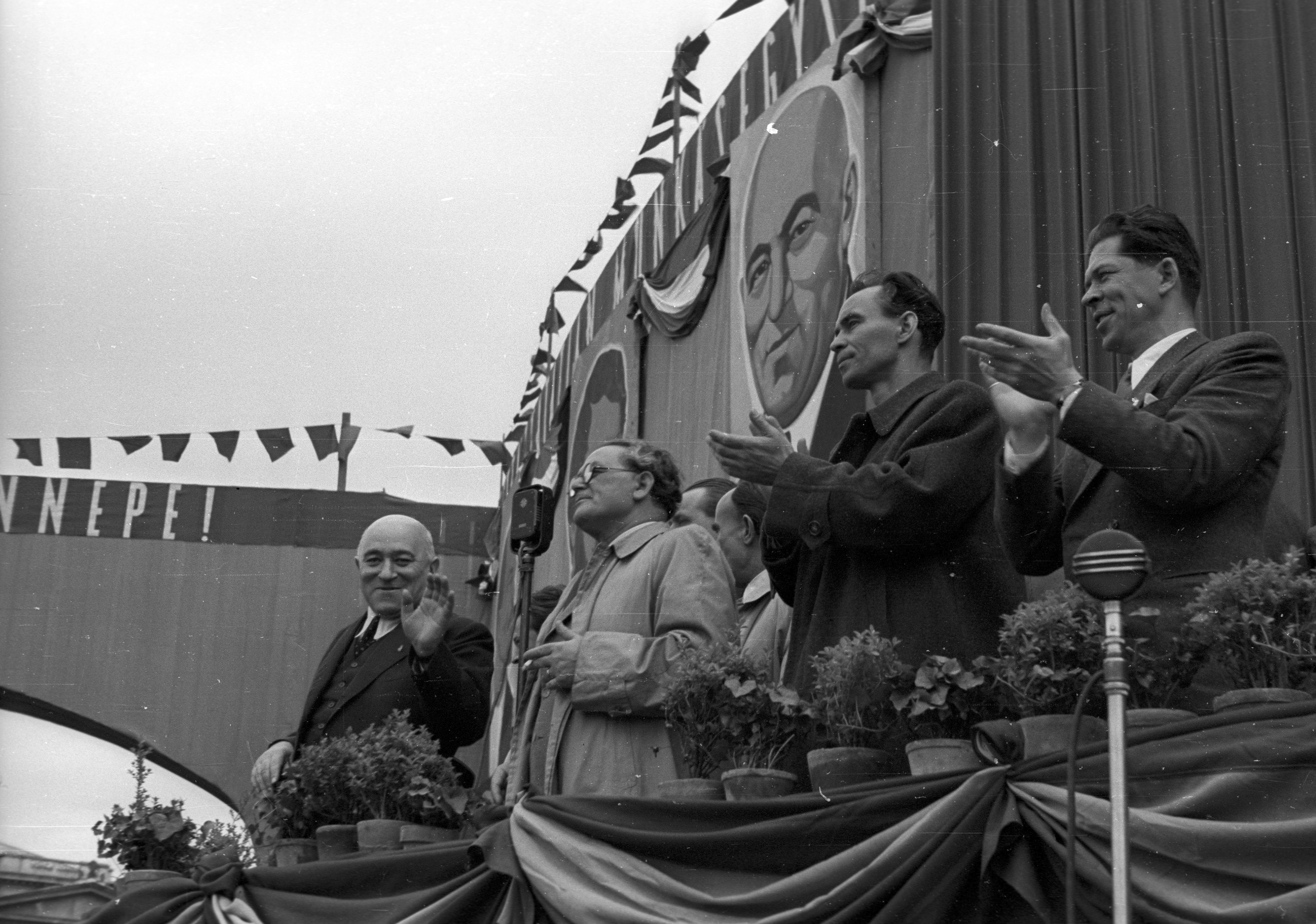
1947年のメーデーにて
左端からラーコシ・サカシチ・ライク

オーストリア・ハンガリー帝国統治下のトランシルヴァニアで靴職人の息子として生まれる。エトヴェシュ・ロラーンド大学に進学すると間も無く非合法下のハンガリー共産党に加入、共産主義活動家ら大学から退学処分を受けると建設作業員となりながら彼らを労働組合へと組織した。1936年にプラハへと脱出し翌年にスペイン内戦へ参加して政治委員となるが、敗戦に伴いフランスへ出国して抑留される。1941年にハンガリーに帰国して地下活動中の共産党中央委員になるが、1944年12月に矢十字党の特殊部隊に逮捕された。処刑されることになり当時はドイツ領だったショプロンケーヒダ刑務所に移送されたが、実兄で矢十字党副書記長だったエンドレのとりなして減刑され、5月13日に釈放された。
ライク・ラースローはハンガリーに戻り政党政治に参加し、共産党（MKP）指導部と臨時議会に加わった。1946年3月20日、内務大臣に任命された。ここで共産党の私兵部隊と、ハンガリー国家警察国家保衛部（KGB、セクリタテア、シュタージのような機関）を組織し、直接指示を下した。「ファシズムと反動に対する闘争」と「プロレタリア権力の防衛」で宗教団体、国民的組織、民主組織、独立組織を（その数は約1500に上った）禁止し解散させ、最初の見せしめの裁判を行った。
1948年8月5日から1949年5月20日まで内務大臣から外務大臣に異動した。ラーコシはライクを自分の権力の脅威になると見ていて、偽りの告発を行うことにし、1949年に逮捕した。ライクは前々から共産党員に人気があったが、間もなくチトー、ホルティ、そして「帝国主義者」の「飼い犬」との汚名を着せられることになった。

## 裁判
ライク・ラースローはチトーのスパイであり、西側の帝国主義の大使であり、資本主義復活を目論む輩であり、ハンガリーの独立を危うくする輩として起訴された。収監中にライク・ラースローは拷問を受け、告発されていることに対する責任を取れば釈放すると約束された。1949年9月、告発されていた全てを自白した。自白後約束に反して共に起訴された18人に最も重い刑を求めることが決定された。ライク・ラースローはスターリンの反チトーの粛清の始まりの例となることになった。ライク・ラースローは18人と共に死刑判決を受け、裁判は1952年にチェコスロヴァキアでルドルフ・スラーンスキーらの粛清裁判まで東欧での連鎖を引き起こすことになるものであった。

## 名誉回復と再葬儀

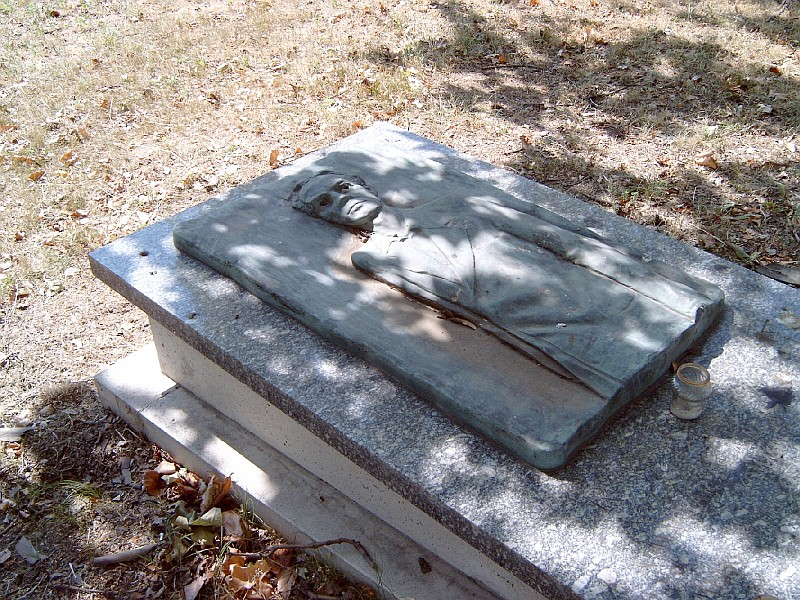
ライクの墓

ラーコシによる裁判は、スターリンが反チトー主義へと突き進み始める出発点となった。またこの裁判は、ハンガリーにおける全政党の排除の始まりでもあった。この粛清により国家経済は悲惨な状況に追い込まれ、資本流入の不足によって進行中の建設プロジェクトは絶望的な状況に陥った。そして非常に多くの知識人が、通常は熟練した専門家に任されるような肉体労働に従事することになった。その結果は不十分なインフラと、質の悪い商品であった。また政府は国内のスパイ網に多くの人員を割き、経済を維持するための生産的な仕事に充分な人員を配置しなかった。
ラーコシの支配に対する不満が表面化し始め、1956年3月28日に大規模なデモが行われた後、ライクは、自らが1946年に設立した秘密警察 ÁVH の行き過ぎた行動に対する責任にもかかわらず（彼の指示の下で行われた最初の大規模な粛清と処刑を含めて）、名誉を回復した。この名誉回復演説は、公表されなかったとはいえ、ライクに大きな影響を与えた。ラーコシはライクの罪状をその後の粛清の説明にも使っていたからである。自分の過ちを認めざるを得なくなった結果、ラーコシの権威の正当性は台無しになった。その後1956年10月6日、ライク・ラースローは粛清で命を落とした他の3名とともに改葬された。夫と同じく逮捕され、5年間を刑務所で過ごした妻のユーリア・ライク
は亡き夫の名誉回復に尽力し、彼女の断固たる大宣伝により、葬儀には35万人もの人々が参列した。この電話による一大動員は、10月23日に始まるハンガリー動乱の先駈けとなった。